# Sitio de Morella (1232)
La toma de Morella fue la primera acción de la conquista del reino de Valencia con éxito, en el año 1232.

## Antecedentes
En 1224 Jaime I el Conquistador exhortó a los nobles de Aragón y Cataluña para iniciar la conquista de Balansiya entrando por Teruel. Pero Sayyid Abu Zayd le pidió una tregua que aceptó a cambio de la quinta parte de las rentas de Balansiya y Mursiyya. Durante el verano de 1225, Jaime I intentó apoderarse del castillo de Peñíscola, pero los nobles aragoneses le dieron la espalda y fracasó.
Sayyid Abu Zayd sufrió una rebelión antialmohade encabezada por Ibn Hud al-Djudzaní, quien se apoderó de Madina Mursiyya, la actual Murcia, en 1228, y dominó las regiones de Orihuela, Denia, Bairén (Gandía), Játiva y Al-Yazirat Suquar (Alcira), llegando a asediar la ciudad de Balansiya sin tomarla. Pero la amenaza del Reino de Castilla hizo que Ibn Hud se retirara hacia Madina Mursiyya.
El pacto entre Jaime I y Sayyid Abu Zayd propició que muchos musulmanes se pasaran al bando encabezado por Zayyan ibn Mardanish, nieto de Abu al-Hajjaj , creyendo que Sayyid Abu Zayd los había traicionado al abandonar el Islam. Éste dejó la ciudad de Valencia para trasladarse al norte, mientras Zayyan entró triunfalmente en la ciudad de Balansiya en enero de 1229, aunque no llegó a convertirse en rey. Desde Madina Mursiyya, el rebelde antialmohade Ibn Hud al-Djudzaní, había asediado la ciudad de Valencia presionando a Zayyan para que la abandonara. Este desorden en la ciudad de Valencia acrecentó las ansias de Jaime I para volver a intentar la conquista del Reino, después de haberle arrebatado a los musulmanes Mallorca el 1229.

## Desarrollo táctico
El verano de 1231, durante una reunión en castillo de los Calatravos de Alcañiz para preparar la conquista del Emirato de Balansiya, parecida a la que años antes preparara Pedro Martell para emprender la conquista de las Baleares, Jaime el Conquistador, Blasco I de Alagón y Hugo de Folcalquier, Mestre de la Orden hospitalaria, recibieron la noticia del tratado de Capdepera, que permitía liberar fuerzas y posponer la conquista de Menorca, misma que no sucedería hasta el 1287. El rey escuchó los consejos de los caballeros, que recomendaban tomar Burriana, y les pidió estar preparados, prometiendo el dominio sobre los castillos que se conquistaran.
Una vez que el rey se marchó de Alcañiz, Blasco I de Alagón explicó a algunos señores la idea de tomar Morella, puesto que los aragoneses consideraban el reino valenciano como su conquista propia, y reunió un número considerable de peones, saliendo de Alcañiz siguiendo el curso del río Bergantes.
La intención inicial de la expedición era tomar el castillo por sorpresa mientras los guardas estaban en la villa. Pero fueron descubiertos por la guardia y los atacantes decidieron sitiar el castillo, sin atacarlo, y destruyeron los cultivos. Los defensores, que se dieron cuenta de que las tropas no eran de Jaime I sino de Blasco I de Aragón, pensaron que como este era amigo de los hijos de Abū Zayd y estos se encontraban en Morella, accedería fácilmente a sus peticiones, que fueron dar dinero y alimentos a cambio de la retirada.

Senyor el Alcaide i el seu consell ens manen per suplicaros que no taleis aquests camps ja que tants danys pateixen els seus interessos sense aprofitaré a vos. Us manifestem l'afecte que us tenen i això ha inclinaros a accedir a la seva demanda, que és defensar en pau i tornaràs a Aragó. Per les despeses que heu tingut us entreguem aquests diners i us portem viandes per menjar vostres cavallers.

Los hijos de Abū Zayd cumplieron su encargo pero hablaron después a solas con Blasco I de Alagón, que manifestó su deseo de obtener el castillo y sus territorios cercanos, pero era inexpugnable y el intento de tomarlo por sorpresa acababa de fracasar. Los príncipes acordaron que Blasco se retiraría a Alcañiz con sus tropas. Donde esperaría el día convenido para acercarse de nuevo, de manera rápida y discreta, esperando entre los pinares tres señales en forma de hoguera. La primera señal se encendería cuando los habitantes se habían acuestado. El segundo indicaría que Blasco y cinco caballeros armados se acercaran a la puerta Ferrissa, que se abriría con el tercer fuego. Siguiendo el plan convenido, el 5 de enero entraron y mataron al caíd y su familia mientras dormían, y a continuación hicieron entrar las tropas, que sorprendieron los soldados musulmanes que no pudieron hacer nada para defender la ciudad.

## Consecuencias
Mientras Jaime I el Conquistador estaba en Teruel para firmar un nuevo pacto con Sayyid Abu Zayd y cazar con Pedro Ferrández de Açagra recibió la noticia de que Blasco I de Alagón, con sus propios medios, y en virtud del Convenio de Calatayud asediaba Morella, de vital importancia estratégica.
El rey, temiendo la posible expansión hacia el sur de Blasco I de Alagón, se dirigió inmediatamente al Maestrazgo para controlar la situación. El 8 de enero Jaime I con grupo de peones turolenses tomó la fortaleza de Ares. Jaime el Conquistador hizo llamar a Blasco con la intención de pedirle la entrega de Morella a la Corona de Aragón. Blasco accedió y la ciudad le fue devuelta como feudo vitalicio.